# (4659) Roddenberry
(4659) Roddenberry es un asteroide perteneciente al cinturón de asteroides descubierto el 2 de marzo de 1981 por Schelte John Bus desde el Observatorio de Siding Spring, Nueva Gales del Sur, Australia.

## Designación y nombre
Designado provisionalmente como 1981 EP20. Fue nombrado Roddenberry en honor al productor estadounidense Eugene "Gene" W. Roddenberry creador de la serie de televisión "Star Trek", "Star Trek: La nueva generación", y seis películas de la serie. En su producción explora la condición humana a través de la ciencia ficción, a menudo burlaba los censores de televisión para exponer sobre temas sociales y políticos controvertidos. Su visión única de un futuro positivo para la humanidad unida inspiró una variedad de seguidores. Hoy Roddenberry, la nave espacial Enterprise, y sus tripulaciones son conocidos en todo el mundo, y los aficionados y seguidores cuentan por millones.

## Características orbitales
Roddenberry está situado a una distancia media del Sol de 2,370 ua, pudiendo alejarse hasta 2,899 ua y acercarse hasta 1,841 ua. Su excentricidad es 0,223 y la inclinación orbital 2,462 grados. Emplea 1332,97 días en completar una órbita alrededor del Sol.

## Características físicas
La magnitud absoluta de Roddenberry es 14,4. Tiene 3,622 km de diámetro y su albedo se estima en 0,193. 